# Protólito
Protólito (do grego: πρωτο, prōto, protos; "inicial, primeiro" + λίθος, lithos; "rocha"), também grafado protolito, é a designação dada em petrologia e geologia à rocha a partir da qual, por processos geológicos variados (metamorfismo, metassomatismo, retrometamorfismo ou anatexia, incluindo as deformações tectónicas), ocorre a formação de uma nova rocha.

## Descrição
Por exemplo, o protólito de uma ardósia é um folhelho ou lamito. As rochas metamórficas podem ser derivadas de qualquer outro tipo de rocha não metamórfica e, portanto, existe uma grande variedade de protólitos. Identificar um protólito é um dos principais objetivos da geologia metamórfica.
Os protólitos são rochas não metamórficas e não possuem protólitos. As rochas não metamórficas dividem-se em duas classes: rochas sedimentares, formadas a partir de sedimentos, e rochas ígneas, formadas a partir de magma. A fonte do sedimento de uma rocha sedimentar é chamada de proveniência.
Os protólitos magmáticos podem ser divididos em três categorias: rocha ultramáfica, rocha máfica e rocha quartzo-feldspática. Da mesma forma, os protólitos sedimentares podem ser classificados como quartzo-feldspáticos, pelítico, rochas carbonáticas ou alguma mistura dos três.
Numa escala de tempo geológico, os primeiros protólitos foram formados logo após a formação da Terra, durante a era Hadeana.

### Anatexia
Anatexia é a formação de magmas por refusão de rochas preexistentes, efetuada a grande profundidade da crosta terrestre. O granito de anatexia é o principal tipo de rocha originado por estes processos, embora tembém alguns traquitos e rocha similares possam ter os processos de refusão da anataxia na sua origem. A rocha mais comum, o granito de anataxia,  é um grupo de rochas em que os protólitos, as rochas originais plutónicas, foram fundidas e convertidas novamente em massas viscosas com características magmáticas. O conjunto de transformações ultrametamórficas que produzem a fusão de rochas profundas, originando magmas regenerados, pode ser provocada ou facilitada pela presença de gases sobreaquecidos e fluxo de calor, provenientes das camadas inferiores da crosta terrestre.

### Retrometamorfismo
Retrometamorfismo (também por vezes referido por diaftorese ou por metamorfismo regressivo) é a transformação metamórfica de uma rocha já metamorfizada para um grau mais baixo. As condições de metamorfismo diminuem após a fase progradante ter atingido um ápice e são registradas na rocha por paragéneses retrometamórficas (ou diaftoréticas), geralmente associadas com parte dos minerais da paragénese de mais alto grau que subsistem, indicando, com texturas, como coroas de cloretização de granada e uralitização de piroxenas, esta alteração para grau mais fraco.

## Tipos de protólitos
A classificação dos protólitos é complexa já que qualquer rocha não metamórfica pode ser envolvida e os processos de metamofmismo e metassomatose podem também variar. Para facilitar a classificação, é frequente definir dois grandes grupos de protólitos: (1) os paraderivados, com origem em rochas sedimentares; e (2) os ortoderivados, com origem em rochas magmáticas (plutónicas ou vulcânicas). Neste contexto surge a denominação de rochas metamórficas como orto- ou parametamorfitos (por exemplo: ortognaisses, paragnaisses). Aqui, o prefixo «orto» refere-se a um protólito magmático, o prefixo «para» a uma rocha sedimentar como material de origem do metamorfito.
Contudo, na nomenclatura das rochas metamórficas, é permitido dar a uma rocha um nome que se refira à natureza da rocha-mãe (exemplo: metaconglomerado, metabasalto, metagranito). Isso é útil quando as características estruturais e mineralógicas da rocha-mãe são preservadas na medida em que também são dominantes no produto metamórfico. A desvantagem é que uma comparabilidade direta com outras rochas metamórficas com base no nome às vezes não é fornecida se forem nomeadas de acordo com diferentes princípios nomenclaturais.
Por vezes, a nomenclatura dos protólitos é também utilizada num sentido mais lato, quando a rocha-mãe é apenas sumariamente atribuída a um tipo específico de rocha (exemplo: metabasito como designação de um magmatito básico que sofreu metamorfose).
Os seguintes são alguns exemplos de protólitos na formação de algumas rochas por metamorfismo:
| Tipo de rocha    | Tipo de rocha | Protólito                                   | Rocha metamórfica (metamorfismo regional médio)                                  | Rocha metamórfica (metamorfismo regional médio)                                  | Rocha metamórfica (metamorfismo regional médio)                                  | Rocha metamórfica (metamorfismo regional forte)                                     | Matamorfismo de contacto              |
| ---------------- | ------------- | ------------------------------------------- | -------------------------------------------------------------------------------- | -------------------------------------------------------------------------------- | -------------------------------------------------------------------------------- | ----------------------------------------------------------------------------------- | ------------------------------------- |
| Rocha sedimentar | Evaporítica   | Evaporitos (argilas com gesso, halite, ...) | Flogopitite com scapolite (meta-evaporitos) Metacarbonatos em fita com scapolite | Flogopitite com scapolite (meta-evaporitos) Metacarbonatos em fita com scapolite | Flogopitite com scapolite (meta-evaporitos) Metacarbonatos em fita com scapolite | Gneiss com silicatos cálcicos (diopside, tsavorite, ...) e minerais (coríndon, ...) |                                       |
| Rocha sedimentar | Carbonatadas  | Calcário puro                               | Mármore                                                                          | Mármore                                                                          | Mármore                                                                          | Gneiss com silicatos cálcicos (diopside, tsavorite, ...) e minerais (coríndon, ...) | Skarn                                 |
| Rocha sedimentar | Carbonatadas  | Calcário impuro (com sílica ou argila )     | Cipolino, mármore com silicato cálcico                                           | Cipolino, mármore com silicato cálcico                                           | Cipolino, mármore com silicato cálcico                                           | Gneiss com silicatos cálcicos (diopside, tsavorite, ...) e minerais (coríndon, ...) | Skarn                                 |
| Rocha sedimentar | Carbonatadas  | Dolomito                                    | Mármore dolomítico                                                               | Mármore dolomítico                                                               | Mármore dolomítico                                                               | Gneiss com silicatos cálcicos (diopside, tsavorite, ...) e minerais (coríndon, ...) | Skarn                                 |
| Rocha sedimentar | Carbonatadas  | Marga, calcário argiloso                    | Calcexisto                                                                       | Calcexisto                                                                       | Calcexisto                                                                       | Gneiss com silicatos cálcicos (diopside, tsavorite, ...) e minerais (coríndon, ...) | Xisto negro, xisto manchado, corneana |
| Rocha sedimentar | Detrítica     | Argila                                      | Xisto                                                                            | Xisto                                                                            | Micaxisto                                                                        | Paragneiss                                                                          | Xisto negro, xisto manchado, corneana |
| Rocha sedimentar | Detrítica     | Argilas com matéria orgânica                | Ampelite, xistos negros                                                          | Ampelite, xistos negros                                                          | Micaxisto                                                                        | Paragneiss                                                                          | Xisto negro, xisto manchado, corneana |
| Rocha sedimentar | Detrítica     | Grés argiloso                               | Phyllade, xisto quartzoso                                                        | Phyllade, xisto quartzoso                                                        | Micaxisto quártzico                                                              | Paragneiss                                                                          | Xisto negro, xisto manchado, corneana |
| Rocha sedimentar | Detrítica     | Sédimento vulcano-sedimentar                | Xisto, lousa                                                                     | Xisto, lousa                                                                     | Micaxisto                                                                        | Paragneiss                                                                          | Xisto negro, xisto manchado, corneana |
| Rocha sedimentar | Detrítica     | Grés, Psamito                               | Quartzite                                                                        | Quartzite                                                                        | Quartzite                                                                        | Quartzite                                                                           | Quartzite                             |
| Rocha sedimentar | Detrítica     | Conglomerado                                | Metaconglomerado                                                                 | Metaconglomerado                                                                 | Metaconglomerado                                                                 | Quartzite                                                                           | Quartzite                             |
| Rocha sedimentar | Detrítica     | Bauxite / Laterite                          | Esmeril                                                                          | Esmeril                                                                          | Esmeril                                                                          | Quartzite                                                                           | Quartzite                             |
| Rocha sedimentar | Siliciosa     | Radiolarite                                 | Metarradiolarite                                                                 | Metarradiolarite                                                                 | Metarradiolarite                                                                 | Quartzite                                                                           | Quartzite                             |
| Rocha magmática  | Vulcânica     | Riolito e tufo vulcânico ácido              | Metarriolito, Leptinite                                                          | Metarriolito, Leptinite                                                          | Metarriolito, Leptinite                                                          | Eclogite ácida                                                                      |                                       |
| Rocha magmática  | Vulcânica     | Andesito                                    | Meta-andesito                                                                    | Meta-andesito                                                                    | Meta-andesito                                                                    | Eclogite ácida                                                                      |                                       |
| Rocha magmática  | Vulcânica     | Basalto                                     | Prasinites                                                                       | Metabasalto                                                                      | Xisto verde, xisto azul, anfibolite                                              | Eclogite básica                                                                     |                                       |
| Rocha magmática  | Plutónica     | Gabro                                       | Prasinites                                                                       | Metagabro                                                                        | Xisto verde, xisto azul, anfibolite                                              | Eclogite básica                                                                     |                                       |
| Rocha magmática  | Plutónica     | Rocha ultrabásicas                          | Serpentinite, xistos ricos em actinote (xistos verdes)                           | Serpentinite, xistos ricos em actinote (xistos verdes)                           | Serpentinite, xistos ricos em actinote (xistos verdes)                           | Eclogite básica                                                                     |                                       |
| Rocha magmática  | Plutónica     | Granito, granodiorito, sienito,...          | Ortogneiss (metagranito, metassienito, metagranodiorito,...)                     | Ortogneiss (metagranito, metassienito, metagranodiorito,...)                     | Ortogneiss (metagranito, metassienito, metagranodiorito,...)                     | Granulite, migmatite                                                                |                                       |